# 1103

## Починали
- 23 август – Магнус III, крал на Норвегия